# Manasak Jaithon
Manasak Jaithon (thailändisch มานะศักดิ์ ใจทน, * 7. März 1989) ist ein thailändischer Fußballspieler.

## Karriere
Bevor Manasak Jaithon 2021 zum Udon Thani FC kam, spielte er bei den drittklassigen Vereinen Ayutthaya FC, Grakcu Sai Mai United FC und Kanjanapat FC. Wo er vor 2019 spielte, ist unbekannt. Mit dem Udon Thani FC spielt er in der zweiten Liga, der Thai League 2. Sein Zweitligadebüt für Udon Thani gab Manasak Jaithon  am 23. Januar 2022 (20. Spieltag) im Auswärtsspiel gegen den Muangkan United FC. Hier stand er in der Startelf und wurde nach der Halbzeitpause gegen Ratipong Phangkabutr ausgewechselt. Muangkan gewann das Spiel 6:1.